# 発禁本 カストリキネマ
『発禁本 カストリキネマ』（はっきんぼん かすとりきねま）は、発行を禁止された幻の春本から3作を厳選し、シリーズ化した日本映画である。2002年8月に公開された。

## 概要
猥褻な内容のため、発行を禁止された春本「発禁本」。その中でも、昭和の文豪である田村泰次郎、永井荷風、芥川龍之介が執筆したと言われる『有楽町夜景』『四畳半襖の下張」『赤い帽子の女』の3作品を、文章を主体とした映像作品に仕上げている。2002年8月にテアトル池袋で上映され、同時にDVD化された。

## スタッフ
- 監督：梶田征則
- 製作：張江肇、鈴木ワタル
- プロデューサー：木谷奈津子、大橋孝史
- 音楽：宮谷聡彦
- 撮影：三本木久城
- 美術：山下修治
- 美術監修：XYZ
- ヘアメイク：村中幸恵
- 書道：武田双雲（四畳半襖の下張）
- 春画：上田風子（四畳半襖の下張）

## 内容

### 有楽町夜景
- 原作：「有楽町夜景」田村泰次郎伝

#### あらすじ
昭和20年代。夫と別れて3年。由美は、生活のために夜の有楽町に立つと、声を掛けてきた30代の男と交渉がまとまる。三年前夫がしてくれたような激しい愛撫を求める。欲求不満の由美と、その欲求に答えようとする男。激しい夜をともにする二人の3日間を描く。

#### キャスト
- 小島香奈子
- 脇本泰治
- 川田あつ子
- 松田純
- 高樹マリア
- 吉井亜希
- 管野幸恵
- 永嶋洋子
- 鈴木七衣
- 森末向
- 後藤祐介
- 奥山マサル

### 四畳半襖の下張
- 原作：「四畳半襖の下張」永井荷風伝

#### あらすじ
大正13年。金阜山人は買い手のつかない四畳半の部屋を手に入れる。その部屋の襖の下張りに、前の住人が貼り付けたと思われる写本の切れ端を見つける。するとそこには、明治時代の娼婦・柚子と、その客との駆け引きが描かれていた。商売として行為をさっさと済ませようとする柚子と、なんとか手玉に取ろうとする男の心理描写。あの手この手で攻めてゆく男に次第に柚子の身体は陥落していく。

#### キャスト
- 大鶴義丹
- 村上あつ子
- ホリケン。
- 木村貴司
- 吉村文男
- 森末向
- 笠原けいこ
- 小代恵子
- 竹之内かな
- 中谷友美
- 金山太一
- 幸さえこ
- 上野淳

### 赤い帽子の女
- 原作：「赤い帽子の女」芥川龍之介伝

#### あらすじ
舞台は第一次世界大戦後のベルリン。旅行中の日本人男性が出会った売春婦は、日本人かと見紛うほど小柄で赤い帽子を被っていた。言葉の通じない中での料金交渉の末、深い森の中で性行為に及ぶ。しかし立ったままでは、満足のいく結果とならず、次はベットの上でと、何とか約束をとりつける。

#### キャスト
- アン
- 島根さだよし
- 田中利枝
- 梅本学
- 纐纈大輔
- 鈴木祥二郎
- 青木二郎